# Joiner (Arkansas)
Joiner è un comune degli Stati Uniti d'America, situato in Arkansas, nella contea di Mississippi.